# Franciszek Macharski
Franciszek Macharski (Kraków, 20. svibnja 1927. – Kraków,  2. kolovoza 2016.) bio je poljski kardinal Katoličke crkve i krakovski nadbiskup od 1978. do 2005.

## Životopis
Rođen je u Krakówu 20. svibnja 1927. kao najmlađi od četvero djece u svojoj obitelji. Tijekom Drugog svjetskog rata obavljao je logističke poslove i skupljao pomoć za obitelji stradalih. Nakon rata, upisuje se u sjemenište, gdje pohađa studij bogoslovije (teologije) i mudroslovlja (filozofije) te uči grčki i latinski jezik.
Kardinal Adam Stefan Sapieha zaredio ga je za svećenika 2. travnja 1950. Do 1956. vršio je službu vikara u župi blizu grada Bielsko-Białe, nakon čega odlazi u švicarski Fribourg. Tamo je nastavio studij bogoslovije i 1960. doktorirao na polju pastoralne bogoslovije.
Papa Ivan Pavao II. imenovao ga je krakovskim nadbiskupom u prosincu 1978., kao svojim nasljednikom nakon preuzimanja papinske službe.
Papa ga je 30. lipnja 1979. imenovao i naslovnim kardinalom-prezbiterom Bazilike svetog Ivana u Rimu i kardinalom Katoličke crkve u Poljskoj.
Sudjelovao je na Papinskoj konklavi 2005. na kojoj je novim papom imenovan Benedikt XVI. Do svibnja 2007. i navršene 80. godina života bio je u Kardinalskom zboru.
3. lipnja 2005. odlazi u mirovinu, a za svoga nadbiskupskog nasljednika imenuje Stanisława Dziwisza, negdašnjeg tajnika Ivana Pavla II.
Papa Franjo posjetio ga je 28. srpnja 2016. u krakovskoj bolnici, u kojoj je boravio zbog teške bolesti i kome. Svega nekoliko dana poslije, 2. kolovoza preminuo je u 89. godini života.
Na Katoličkom sveučilištu Péter Pázmány drži počasni doktorat.